# Antonio Ferradini
Antonio Ferradini (Naples, 1718 - Prague, 1779) est un compositeur italien.

## Biographie
On sait peu de choses de sa vie. Il a écrit sa première composition en 1739, probablement une œuvre religieuse qui n'a pas été retrouvée. Quelques années plus tard suivit la composition d'un oratorio, Il Giuseppe riconosciuto, représenté dans sa ville natale en 1745. À partir de 1751 il voyagea en Italie du Nord et en Espagne pour mettre en scène ses opéras : il séjourna ainsi à Lugo, Forlì, Madrid, Florence, Reggio d'Émilie, Milan, Lucques et Parme. C'est à Parme qu'il fit la connaissance de Carlo Goldoni dont il mit en musique le livret de Il festino. Ensuite il se fixa définitivement à Prague, où il se consacra exclusivement à la composition de musique sacrée.

## Œuvres

### Opéras
On connaît 10 opéras de Ferradini. L'année et le lieu ci-dessous se réfèrent à la première représentation.
- La finta frascatana (commedia per musica, livret de Gennaro Antonio Federico, 1750, Naples)
- Emelinda (dramma per musica, 1751, Lugo)
- Artaserse (dramma per musica, livret de Pietro Metastasio, 1752, Forlì)
- L'opera in prova (dramma giocoso, composé en collaboration avec Gaetano Latilla, 1752, Lodi)
- Il festino (dramma giocoso, livret de Carlo Goldoni, 1757, Parme)
- Il Solimano (dramma per musica, livret de Giovanni Ambrogio Migliavacca, 1757, Florence)
- L'Antigono (dramma per musica, livret de Pietro Metastasio, 1758, Reggio d'Émilie)
- Demofoonte (dramma per musica, livret de Pietro Metastasio, 1758, Milan)
- Recimero, re de' goti (dramma per musica, livret de Francesco Silvani, 1758, Parme)
- Didone abbandonata (dramma per musica, livret de Pietro Metastasio, 1760, Lucques)

### Musique sacrée
- Giuseppe riconosciuto (oratorio, livret de  Pietro Metastasio, 1745, Naples)
- Messe à 4 voix (1775, Prague)
- 3 Kyrie et Gloria pour soprano et contralto solo, quatre voix et orchestre
- 5 Credo pour 4 voix et cordes
- Credidi pour 4 voix (1739)
- Stabat mater pour voix solistes et orchestre
- Gaude fideles turba pour ténor et orchestre
- Gaudate alatea mente pour contralto et orchestre
- Dextera Domini pour 4 voix (1776, Prague)
- Tenebrae factae sunt

### Autres compositions
- 2 ouvertures (1755 et 1758)
- Sinfonia
- Quartetto Armonioso pour 3 violons et violoncelle
- Serenata Nocturna pour 2 flûtes et basse continue
- 6 sonates pour clavecin
- 12 duetti pour l'Électrice de Saxe (1769)
- 3 duetti pour 2 sopranos
- Madrigaux pour 2 sopranos et basse continue

### Musique d'attribution douteuse
- La finta frascatana (opéra bouffe, livret de  Gennaro Antonio Federico, 1750, Naples)
- 5 arie
- 4 cantates

## Source
- (it) Cet article est partiellement ou en totalité issu de l’article de Wikipédia en italien intitulé « Antonio Ferradini » (voir la liste des auteurs).